# Atomic Kitten
Atomic Kitten foi um girl group de música pop britânico formado em Liverpool em 1998, cuja formação mais conhecida consiste nas cantoras Liz McClarnon, Jenny Frost e Natasha Hamilton. Frost substituiu a ex-integrante e fundadora do grupo, Kerry Katona, em 2001, quando ela ficou grávida e precisou se retirar. Heidi Range (que mais tarde se juntou as Sugababes) também foi uma das integrantes fundadoras, ao lado de McClarnon e Katona, mas saiu antes que o grupo garantisse um contrato de gravação, sendo substituída por Hamilton. O Atomic Kitten teve três singles número um no Reino Unido; "Whole Again", o quarto single mais vendido por um girl group britânico de todos os tempos, "Eternal Flame" e "Tide is High (Get the Feeling)". Elas também tiveram dois álbuns número um e certificados com multi-platina no Reino Unido; Right Now e Feels So Good. Após lançar seu terceiro disco, Ladies Night, e um álbum de grandes sucessos, o grupo anunciou uma pausa em 2005. Elas venderam mais de 10 milhões de gravações em todo o mundo.
Depois de fazer retornos ocasionais entre 2006 e 2008, em 18 de outubro de 2012, foi anunciado que as integrantes originais do Atomic Kitten, McClarnon, Hamilton e Katona, iriam se reunir para a série do ITV2, The Big Reunion, juntamente com outros cinco grupos pop de sua época. Jenny foi incapaz de se juntar a elas, devido a sua gravidez. Porém, em 2017, Katona anunciou sua saída. Em 2024, o Atomic Kitten novamente se desfez.

## Trajetória

### 1998–2001: Formação,Right Nowe Saída de Katona

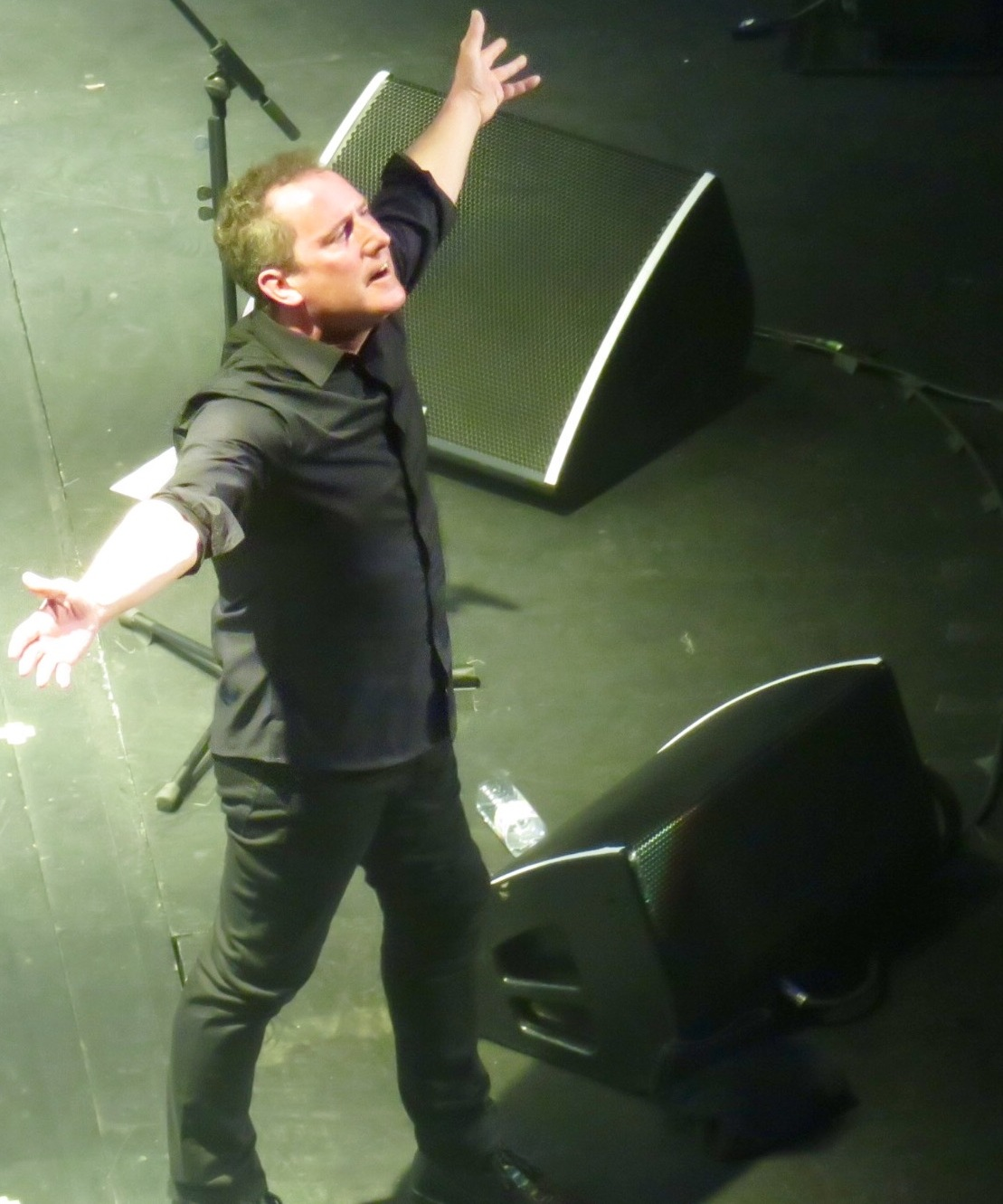
Andy McCluskey, ex integrante do OMD e criador do grupo.

A ideia de criar o Atomic Kitten surgiu em 1998, pelo músico britânico Andy McCluskey, cujo grupo de new wave, Orchestral Manoeuvres in the Dark (OMD), havia se separado dois anos antes e permanecia separado. McCluskey explicou no BBC Breakfast em 2010: Eu deixei a indústria da música chutando e gritando em termos de performances, porque no auge do indie rock e do Britpop, [OMD] estava totalmente fora de moda. Eu era presunçoso o suficiente para pensar que eu ainda podia escrever canções, e [foudou  o Atomic Kitten]. "Ele afirmou que Karl Bartos do Kraftwerk sugeriu que criassem uma nova banda, como uma forma de continuar compondo e lançando canções após a dissolução do OMD". A formação original do projeto contava com Liz McClarnon, Kerry Katona e Heidi Range, mas a última saiu por causa da diferença artística e moveu-se anos mais tarde para o Sugababes; Entretanto, ela foi substituída no Atomic Kitten por Natasha Hamilton.
O single de estreia do grupo, "Right Now", foi lançado no final de novembro de 1999 e chegou ao #10 no UK Singles Chart. Seu segundo single, "See Ya", lançado em março de 2000 e foi um sucesso ainda maior, alcançando #6. Após este sucesso inicial, Atomic Kitten realizou uma turnê asiática e marcou seu primeiro hit #1 da carreira, com "Cradle" que atingiu o primeiro lugar nas paradas japonesas. O álbum, também intitulado "Right Now", foi lançado pela primeira vez no Japão em 16 de março de 2000 e posteriormente lançado no Reino Unido em 23 de outubro de 2000, após o lançamento de mais dois singles, "I Want Your Love" e "Follow Me", com uma Lista de faixas ligeiramente modificada. Em 2000 elas também gravaram uma canção "The Locomotion" para o filme "Thomas e a Estrada de Ferro Mágica". O álbum foi mal sucedido após o seu primeiro lançamento, atingindo o #39 na UK Albums Chart. Não havia planos iniciais de se concentrar no mercado global e a gravadora do Atomic Kitten, a Innocent Records, estava até cogitando abandoná-las por causa do seu limitado sucesso. No entanto, a gravadora foi persuadida ao deixar o grupo lançar mais um single do álbum. Esse single, "Whole Again", tornou-se seu primeiro hit #1 no Reino Unido e ficou no topo por quatro semanas consecutivas. Devido a este sucesso, "Whole Again" foi lançado globalmente, e alcançou o número 1 em 18 países, incluindo 6 semanas na Alemanha e Nova Zelândia e 27 semanas em número um na República da Moldávia. A canção e o vídeo de "Whole Again" incluíam Kerry Katona, os vocais da cantora também estavam em "Hippy", "Get Real", "Strangers" e "Turn Me On", mas Kerry preferiu sair do projeto para se dedicar a sua gravidez. A ex-cantora do Precious Jenny Frost a substituiu no grupo e o videoclipe do single foi re-filmado; Um vídeo para os EUA de "Whole Again" também foi lançado. Com a saída de Katona e a entrada de Frost, levou o grupo tomar à decisão de voltar a regravar e re-lançar o álbum Right Now, que foi depois para o #1 no Reino Unido em agosto de 2001, e foi certificado de dupla Platina. O álbum também chegou no Top 10 em vários países europeus, incluindo Alemanha e Dinamarca.
Seu próximo single, "Eternal Flame", uma regravação do sucesso de The Bangles em 1989, tornou-se seu segundo single #1 no Reino Unido e Nova Zelândia e é destaque nos filmes "The Parole Officer" e "So Far So Good". O primeiro álbum do Atomic Kitten foi re-lançado com 3 novas faixas: "Eternal Flame", "You Are" e "Tomorrow & Tonight" e inclui vocais de Jenny Frost em "Whole Again". "Eternal Flame" Tornou-se seu maior single na França atingindo o pico de número #2 e acabou por ser certificado de Ouro. No final de 2001, a banda anunciou que iria lançar último o single do álbum "You Are". Um vídeo foi gravado e promo singles foram enviados para as rádios, mas uma grande promoção do single acabou por ser arquivado, nunca obtendo um lançamento comercial completo. Nesse mesmo ano, "Right Now" foi lançado no jogo de videogame da Konami, "Dance Dance Revolution 5thMix". Uma edição japonesa de "Right Now", que incluia um raro remix de "Cradle" e "Bye Now", uma versão japonesa de "I Want Your Love" intitulada "All The Right Things", um remix de "Whole Again", que tem somente Kerry Katona que canta todos os versos na canção, quando as outras integrantes cantam apenas o refrão e uma versão remix de "Right Now", foram lançados.

### 2002-2003: Terceira formação, "Feels So Good" e descoberta internacional
Após o sucesso de Right Now, foi gravado um novo álbum, Feels So Good. O acordo de composição e produção com Andy McCluskey foi uma fonte crescente de tensão dentro do grupo, e McCluskey saiu do projeto no meio da gravação do álbum. As músicas lançadas do segundo álbum foram "It's OK!", "Tide is High (Get the Feeling)", "The Last Goodbye", "Love Doesn't Have to Hurt" e "Be with You". O single inédito foi "Feels So Good" composto por Kylie Minogue. "The Last Goodbye" foi o terceiro single de seu segundo álbum de estúdio Feels So Good. "Be with You" foi incluído no terceiro álbum, Ladies Night.
O primeiro single, "It's OK!", chegou ao #3 no Reino Unido. O segundo single foi "Tide is High (Get the Feeling)", um remake da canção de 1965 do The Paragons que Blondie regravou em 1980, a canção atingiu a posição de número um nas paradas, sendo o 3° e último número um do grupo. Em abril de 2002, Hamilton anunciou que estava grávida, mas optou por continuar com a turnê programada para 2002, ela continuará no grupo e será a terceira solista número 1 no Reino Unido e na Nova Zelândia, Ela apareceu grávida no vídeo de "Tide is High (Get the Feeling)", e no "Party in the Park" antes de entrar em licença maternidade. A canção "(I Wanna Be Like) Other Girls" entrou para o filme da Disney Mulan II. Houve também um "Feels So Good Medley ao vivo" no Party in the Park, onde o grupo cantou "Be With You", "Tide is High (Get the Feeling)", "It's OK!", "Feels So Good ", "The Moment You Leave Me", "Walking on the Water" e "The Last Goodbye".
Durante janeiro e fevereiro 2003, o grupo excursionou com sua turnê pelo Sudeste Asiático, visitando Singapura, Tailândia, e Coreia do Sul. Hamilton, que deu à luz Josh em 24 de agosto de 2002, trouxe-o na turnê. Em 2002, a banda patrocinou uma equipe no British Touring Car Championship.

### 2003-2004:Ladies Night, partida de Hamilton e separação
Em abril de 2003, uma coletânea auto intitulada, foi lançada nos Estados Unidos, que consistia em faixas de seus dois primeiros álbuns. O álbum não teve êxito, embora "Tide is High (Get the Feeling)" apareceu na trilha sonora do Disney Channel Original Movie The Lizzie McGuire Movie. Em seguida, o grupo optou por se concentrar unicamente nos mercados europeus, oceânico, sul-africano e asiático.
Antes de gravar seu terceiro álbum, Kool & the Gang se aproximaram do grupo para uma colaboração para seu álbum de duetos, Odyssey. Kool & the Gang queriam gravar uma versão atualizada do seu hit "Ladies Night" e estavam a procura de um grupo de garotas para cantar as letras. Atomic Kitten gostou da ideia e perguntou se elas poderiam usá-lo também como título para o seu próximo álbum de estúdio, que foi posteriormente nomeado "Ladies Night", em homenagem a esta colaboração. As canções lançadas foram "Be With You", "If You Come to Me", "Ladies Night"  e o single final lançado foi "Someone Like Me". Faixas não lançadas como "I Won't Be There", "Always Be My Baby" e etc.
Seu primeiro single do álbum, excluindo "Be with You", foi "If You Come to Me". Chegou ao terceiro lugar no top 40 do Reino Unido. Atomic Kitten passou o final de 2002 e início de 2003 no estúdio gravando seu terceiro e último álbum de estúdio. Até a gravação de Ladies Night, o grupo contava principalmente com compositores, embora elas ocasionalmente co-escreveram músicas apresentadas em seus álbuns. Ao gravar Ladies Night, elas decidiram se envolver diretamente na criação de oito das quinze músicas. "Ladies Night" foi lançado em 10 de novembro de 2003 e atingiu o quinto lugar na parada de álbuns do Reino Unido. O disco lançou o sucessos como "Be With You", "Ladies Night" e "If You Come to Me". Uma edição de luxo de seu terceiro álbum foi lançado com faixas extras, incluindo remixes de Be With You, Ladies Night e Someone Like Me.
No início de 2004, uma turnê para apoiar o lançamento do álbum Ladies Night e o seu próximo lançamento The Greatest Hits foi planejada. Pouco antes do início da turnê, o grupo anunciou que estariam fazendo uma pausa prolongada após a conclusão da turnê. O motivo seria que Hamilton abandonaria o grupo, para se dedicar a vida materna, e as integrantes prefeririam não continuar sem ela, optando pelo fim do grupo.

### 2004-2012: Reuniões ocasionais e projetos solos
Em janeiro de 2004, Hamilton anunciou que estaria fora do grupo para dedicar-se mais tempo ao seu filho, fazendo o grupo encerrar as atividades. Nesse período o Atomic Kitten lançou o single A-side "Someone Like Me/"Right Now 2004" como um "adeus" para seus fãs, no entanto as garotas se reuniram um ano depois no dia de São Valentim em 2005 para lançar o single de caridade "Cradle", uma nova versão da canção original de seu álbum Right Now, que foi hit número um na Ásia em 2000. "Cradle 2005 "chegou ao número dez, Vendendo 35.000 cópias em todo o mundo, com os rendimentos que vão a World Vision.
Em 2005, O grupo foi destaque na trilha sonora da Disney Mulan II com a música "(I Wanna Be) Like Other Girls". Em 2005, elas também se apresentaram juntas em Cracóvia no dia 28 de agosto no "Coca-Cola Festival" de SoundWave. Em 2006, elas lançaram uma versão cover da canção All Together Now". Tornando-se um single para a Copa do Mundo da FIFA de 2006 e foi lançado apenas em países de língua alemã. Chegou ao topo do Top 20 alemão.
O grupo reuniu-se em dezembro de 2006 para o festival da música da véspera de Ano Novo da Nokia, executado em Hong Kong em 31 dezembro 2006. Reuniram-se outra vez para se presentar-se no projeto de número um no "Liverpool Echo Arena", em Janeiro de 2008, que comemorou o aniversário de Liverpool como Capital Europeia da Cultura e o fato que os artistas da cidade tiveram um coletivo de 56 singles de número um no Reino Unido e também para marcar o evento, no mesmo mês o grupo liberou uma canção inédita "Anyone Who Had a Heart", que alcançou o número 78 no UK Singles Chart.
Embora uma reunião definitiva fosse cogitada para acontecer em 2008, nunca se realizou e as meninas preferiram continuar com projetos solos, Hamilton deu à luz seu terceiro filho, Alfie, em junho de 2010, Frost apresentou a série "Snog Marry Avoid?" e McClarnon apresentou Hotter Than My Daughter e também apareceu no Liverpool Empire, em dezembro de 2012 ao lado de Coleen Nolan em "A Cinderella".

### 2012-2013:The Big Reunione retorno da formação original

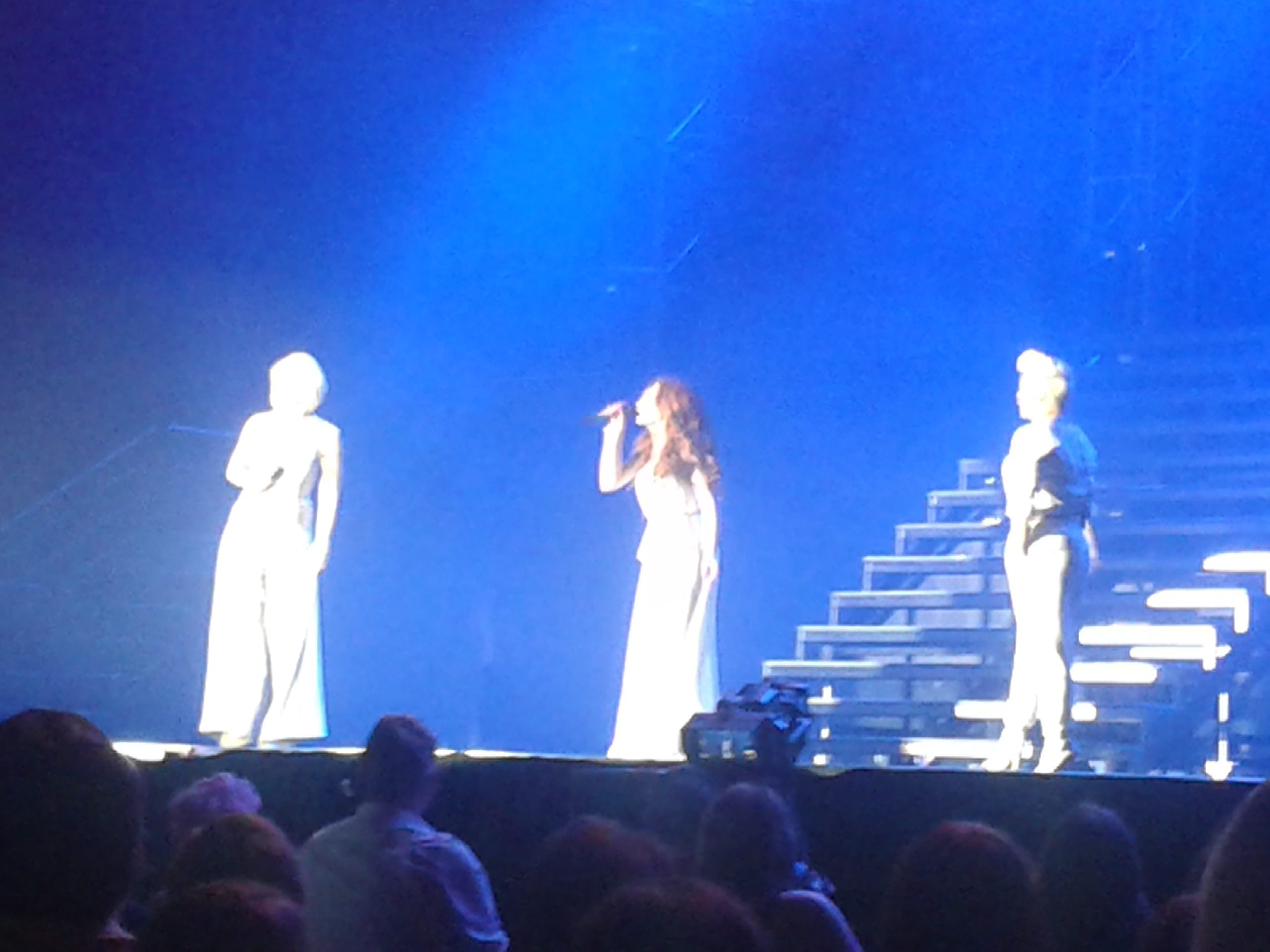
Atomic Kitten performando em Glasgow, em 7 de Maio de 2013 pra a The Big Reunion tour

Em março de 2012, Hamilton confirmou que o grupo estava se reunindo para uma turnê de verão, e que elas adorariam se apresentar no "Diamond Jubilee Concert". Ela também afirmou que o grupo estava em conversas para estrelar o seu próprio reality show de televisão sobre o retorno, seguindo o sucesso dos Steps em 2011. Hamilton confirmou os planos de retorno e declarou que esperava que Katona, que abandonou a banda em 2001, se juntasse novamente com Ela, McClarnon e Frost para o programa de televisão, A reunião foi mais tarde descartada por todos as integrantes devido um possível desentendimento entre Katona e Frost. No entanto, em 18 de outubro de 2012, foi anunciado que a formação original do Atomic Kitten (McClarnon, Katona e Hamilton) se reuniria para uma série do ITV2 junto com outros cinco grupos pop de sua época 911, Honeyz, B*Witched, Five e Liberdade (X). Porém Frost não estará envolvida porque ela estava esperando gêmeos naquele momento, e deu à luz em janeiro de 2013.
Em 20 de novembro, as meninas foram vistas deixando um estúdio de gravação juntas. O Daily Mail  relatou que elas foram vistas filmando sua participação para o The Big Reunion. Em uma entrevista com o Radio Times, em 29 de janeiro, o grupo confirmou em uma entrevista com a Radio Times, que Elas iriam continuar sua reunião com Katona dizendo: "Foi tão divertido até agora, por que não continuariamos?". Chegamos a imaginar que iriamos rir, mas não que seria tão divertido, então por que vamos parar quando tem sido tão bom?...". Elas também confirmaram que Frost que tinha se envolvido em reuniões anteriores do grupo, decidiu não retornar agora e se concentrar em sua gravidez. O grupo confirmou mais tarde que o setlist consistiria de "Right Now", "See Ya", "I Want Your Love", It's OK, "Whole Again", "Be With You" e Tide is High (Get the Feeling) e etc, No dia 1 de fevereiro de 2013, o grupo foi entrevistado no programa This Morning comentando a reforma. As bandas originalmente iriam realizar um concerto único no Hammersmith Apollo em Londres em 26 de fevereiro de 2013, mas quando o show inteiro esgotou em menos de cinco minutos logo após a estreia do primeiro episódio em 31 de janeiro de 2013, rumores circularam que o show pode Tornar-se uma turnê completa em arena em todo o Reino Unido.
Em 11 de fevereiro, foi confirmado que devido às altas demandas de ingressos e à popularidade de "The Big Reunion", estaria acontecendo de 3 e 14 de maio de 2013. Mais duas datas foram adicionadas mais tarde para 16 e 17 de maio, tomando a posição de mais duas datas. O total de 14 excursões. "The Big Reunion" anunciou o espetáculo no O2 e na arena de Odyssey.
Devido ao enorme sucesso de "The Big Reunion", foi anunciado que as bandas também estariam em uma "turnê de festa de Natal" em dezembro de 2013. Em dezembro de 2013, O grupo gravou seu primeiro novo material em dez anos, quando, junto com os outros grupos do programa, elas gravaram um single de caridade de Natal para "Text Santa", tema de "I Wish It Could Be Christmas Everyday". A canção atingiu o pico no número 13 no Reino Unido.

### 2013-24: Turnês, Greatest Hits e segunda saída de Katona
Em 17 de fevereiro de 2013, o grupo fez uma aparição no The Alan Titchmarsh Show e Kerry Katona anunciou que o grupo assinou um acordo para liberar sua própria fragrância de perfumes. Hamilton anunciou mais tarde que estariam laçando um material novo, dizendo: "Nós já estamos no estúdio, nós queremos escrever mais algumas músicas, assim que é tudo muito emocionante". No dia 14 de março, Hamilton confirmou mais uma vez que o grupo lançaria um novo material, dizendo: "Definitivamente haverá um single e haverá um álbum, espero". Também falando sobre a fragrância, ela acrescentou: "Nós temos um perfume, vamos lançar nossa própria fragrância Atomic Kitten". "Right Now", "The Tide Is High" e "Whole Again", Vão ser três cheiros diferentes para representar a nós três. Os fãs receberão os três em um pacote. Fomos aos escritórios da empresa e criamos nossas fragrâncias. No Claridge, em Londres a cantora confirmou um lançamento de um novo álbum e single: "Nós literalmente acabamos de gravar, Saí do estúdio às 23h e não consegui parar de cantar a música. Eu não conseguia dormir, eu estava na cama, cantando! É moderno, então nós progredimos. Isso é tudo o que posso dizer agora. Se houver um single, definitivamente haverá um álbum".
Após Kerry Katona anunciar sua gravidez, as integrantes confirmaram que não tinham certeza do futuro do grupo, ou se qualquer novo material seria lançado. McClarnon anunciou em 6 de abril que o Atomic Kitten estaria em uma turnê com East 17 e All Saints e outros artistas, em novembro de 2014. Na semana seguinte, foi anunciado que circunstâncias imprevistas haviam cancelado a turnê.
O grupo revelou na ITV, que elas planejavam lançar sua própria turnê em 2015, como um agradecimento aos fãs. Em novembro de 2014, Katona revelou que o grupo iria lançar um novo ensaio fotográfico em novembro de 2014 e um novo álbum em 2015 e que irian voltar para o seu som original pop e uma turnê em todo o mundo, estes estavam entre os projetos do grupo no ano seguinte. A turnê planejada do grupo "15: The Greatest Hits" foi cancelada em meados de maio de 2015 sem nenhum anúncio sobre o porquê, Em novembro de 2015, o grupo lançou um álbum de compilação intitulado "Whole Again - The Best of Atomic Kitten".
Em 20 de julho de 2016. Kerry Katona twittou uma foto de si mesma com Natasha Hamiliton e Michelle Heaton, a ex-integrante do Liberdade X, com a legenda "UP Up And Away !!! Austrália ai vamos nós!" em seguida a ex-colega de banda de Heaton, Jessica Taylor, twittou em resposta "Liberty Kittens ? Atomic X? ". Em agosto de 2016, Michelle Heaton confirmou no programa "Loose Women" que ela não iria se juntar ao grupo e seria apenas uma integrante temporária do grupo; Entrando no lugar de em Liz em shows internacionais já que Liz tem medo de voar. Também foi confirmado que Liz ainda é uma integrante da banda.
Em 12 de novembro de 2016, Kerry, Natasha e Liz se apresentaram em um famoso local de música ao vivo chamado "Pigs Nose Inn, East Prawle, Devon" Um pequeno local que consegue atrair artistas de alto perfil, O Atomic Kitten o escolheu para realizar uma amostra de sua nova turnê de 2017.
O grupo confirmou que iria viajar em turnê pela Austrália e Nova Zelândia ao lado de B*Witched, S Club 3 e East 17, em fevereiro de 2017.
Em 19 de novembro de 2017, Katona anunciou que ela estava se despedido da banda, pois havia sido expulsa do Atomic Kitten. Em 2024, Hamilton anunciou que estava saindo do Atomic Kitten, após 26 anos. A cantora esclareceu que queria se concentrar em sua carreira solo; denotando, assim, o fim da banda.

## Integrantes
- Heidi Range (1998–1999)
- Kerry Katona (1998–2001, 2013–2017)
- Liz McClarnon (1998–2005, 2008, 2012–2024)
- Natasha Hamilton (1999–2005, 2008, 2012–2024)
- Jenny Frost (2001–2005, 2008)

## Discografia
- Right Now (2000)
- Feels So Good (2002)
- Ladies Night (2003)

## Turnês
Como atração principal
- Right Here, Right Now Tour (2002)
- Be with Us Tour (2003)
- The Greatest Hits Live The Atomic Tour (2004)
- The Big Reunion (2013)
- 15: The Greatest Hits Tour (2015) (Cancelada)
- The Pop Australian/New Zealand Tour (2017)

Como banda de abertura
- Smash Hits Tour (2001)